# Nicholas Clegg

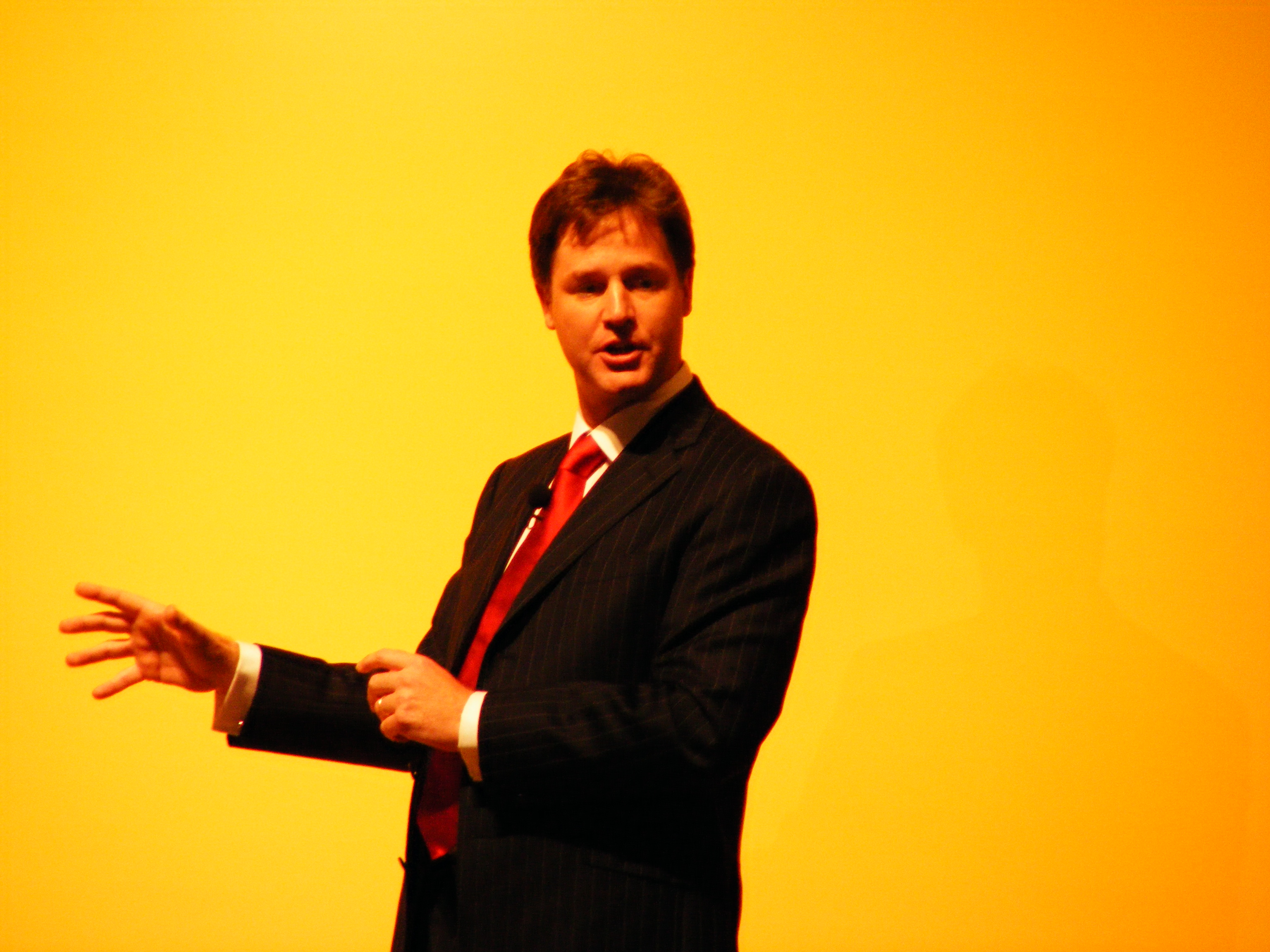

Nicholas Clegg (n. 7 ianuarie 1967, Chalfont St Giles⁠(d), Buckinghamshire⁠(d), Anglia, Regatul Unit) este un om politic britanic, membru al Parlamentului European în perioada 1999-2004 din partea Regatului Unit. Trăiește cu soția sa, Miriam și are trei copii, Antonio, Alberto și Miguel. 
1. ↑  Davos 2014 Participant List
2. 1 2 3 4 5 6  The Peerage
3. ↑  Nick Clegg, Munzinger Personen, accesat în 9 octombrie 2017
4. ↑  „Nicholas Clegg”, Gemeinsame Normdatei, accesat în 27 aprilie 2014
5. ↑  Nicholas (Nick) William Peter Clegg, Brockhaus Enzyklopädie
6. 1 2   http://news.bbc.co.uk/1/hi/uk_politics/7046587.stm Lipsește sau este vid: |title= (ajutor)
7. ↑   http://news.bbc.co.uk/1/hi/uk_politics/7151346.stm Lipsește sau este vid: |title= (ajutor)
8. ↑   http://www.telegraph.co.uk/news/election-2010/7571076/General-Election-2010-Nick-Cleggs-balancing-act-as-hung-parliament-looms.html Lipsește sau este vid: |title= (ajutor)
9. ↑   http://www.timesonline.co.uk/tol/comment/faith/article3074541.ece Lipsește sau este vid: |title= (ajutor)
10. ↑   http://www.washingtonpost.com/wp-dyn/content/article/2010/04/21/AR2010042104703.html Lipsește sau este vid: |title= (ajutor)
11. ↑  Nick Clegg gives interview in fluent Dutch (în engleză), Daily Telegraph, 18 aprilie 2010
12. 1 2 3  TheyWorkForYou
13. ↑  Deputații în Parlamentul European